# Cécile Goldscheider

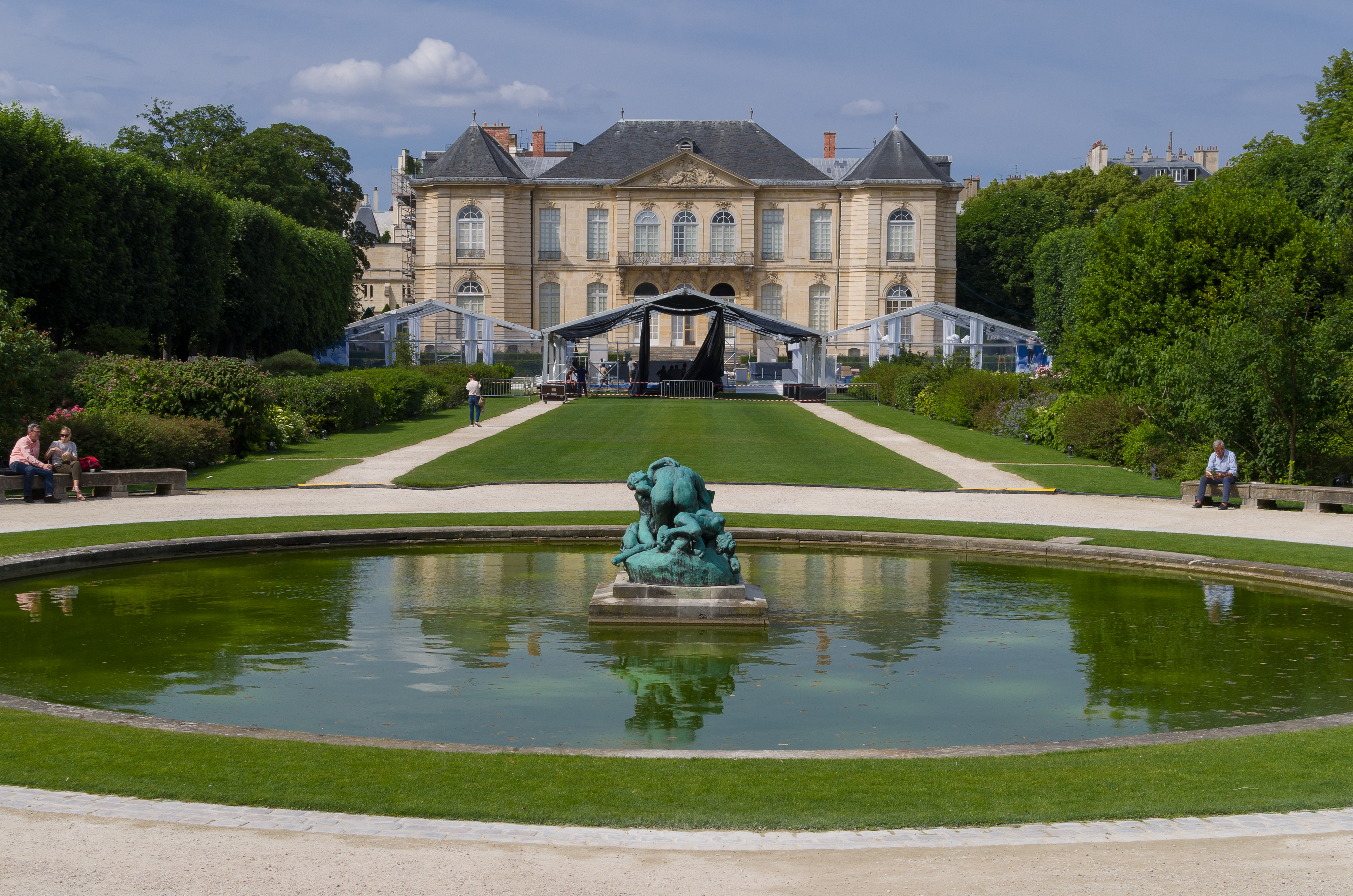
De tuin van het Musée Rodin, waar Goldscheider tal van tentoonstellingen organiseerde.

Cécile Goldscheider (Parijs, 8 augustus 1902 - Thiais, 2 augustus 1988) was een Frans kunsthistoricus en specialist in middeleeuwse kunst en art animalier. Ze was van 1960 tot 1973 conservator van het Musée Rodin in Parijs, en in 1988 erehoofdconservator van de Musées de France.
Goldscheider begon haar carrière als kunsthistoricus pas na haar dertigste. Ze behaalde haar diploma Kunstgeschiedenis aan het Institut d’Art et d’Archéologie van de Universiteit van Parijs. Vervolgens studeerde ze verder aan de École du Louvre. Goldscheider werd in 1960 conservator van het Musée Rodin, nadat ze er eerder twaalf jaar secretaris was onder directeur Marcel Aubert. Ze was een groot liefhebber van hedendaagse kunst en was lid van kunstverenigingen zoals de Fondation Wildenstein en het Contemporary Sculpture Centre. In het Musée Rodin organiseerde ze tal van tentoonstellingen rond hedendaagse kunst. Ze gaf als professor kunstgeschiedenis les aan de Sorbonne Université en aan de École du Louvre, en gaf daarnaast ook regelmatig gastcolleges, waaronder aan de Universiteit van Bordeaux. In 1973 nam Monique Laurent Goldscheiders functie als conservator over. In samenwerking met het Contemporary Sculpture Centre en het Muséum national d'histoire naturelle bleef ze tentoonstellingen organiseren. In 1988 kreeg ze nog de symbolische titel erehoofdconservator van de Musées de France. Doorheen haar carrière werkte Goldscheider aan een catalogue raisonné van Rodin. Na haar dood werkte Daniel Wildenstein deze af en werd de driedelige catalogus uitgebracht. Goldscheider stierf in 1988. Tijdens haar conservatorschap aan het Musée Rodin verzamelde ze tal van interne documenten en werken van Auguste Rodin en Léonce Bénédite. Deze verzameling werd na haar dood teruggevonden bij haar thuis, en kwam in het bezit van de Fondation Wildenstein. De collectie bestaat voornamelijk uit brieven, handgeschreven aantekeningen, foto's en dia's.